# Het labyrint
Het labyrint is een hoorspel van Stewart Farrar. The Maze werd op 28 mei 1976 door de BBC uitgezonden, vertaald door Bob Villiers en door de AVRO gebracht op donderdag 8 januari 1976 van 22:00 uur tot 23:00 uur. De regisseur was Jacques Besançon.

## Rolbezettig
- Hans Veerman (dr. Douglas Harvey)
- Brûni Heinke (Elizabeth Harvey)
- Nelleke Knegtmans (Gina Harvey)
- Hein Boele (dr. Frank Underwood)
- Carry Tefsen (Shirley Claine)

## Inhoud
In dit sciencefiction-spel is dr. Douglas Harvey als wetenschappelijk onderzoeker zo verslingerd aan de wetenschap en zo blind voor de gevaren van zijn in een team uitgevonden stof die IQ-verhogend zou werken, dat hij er zijn niet-intelligente dochter onmiddellijk mee wil inspuiten. Dit dochtertje is niet zo dom als haar vader wel denkt. Haar moeder is ook, afgezien van allerlei andere aspecten, fel gekant tegen deze slechts op ratten toegepaste stof. Ook een naaste medewerker van Harvey is er tegen, maar niets lijkt onze wetenschapper te kunnen stuiten. Slechts via een truc (de moeder laat zich zelf inspuiten) kan Harvey om de tuin worden geleid…